# John Shipley Rowlinson
Sir John Shipley Rowlinson (Handforth, 12 de maio de 1926 – 15 de agosto de 2018) foi um químico britânico.
Nascido em Handforth, Cheshire, frequentou a Rossall School. Estudou no Trinity College (Oxford) e obteve um doutorado na Universidade de Oxford em cinética química, orientado por James Dewe Lambert.
Em 1961 foi apontado professor de engenharia química do Imperial College London, e em 1974 foi para a Universidade de Oxford como professor da Cátedra Dr Lee de Química, aposentando-se em 1993.
Recebeu o Prêmio Faraday de 1983. Foi eleito fellow da Royal Society em 1970.